# Episkopío (Sýros)
Episkopío (grec moderne : Επισκοπείο) est une localité située dans le dème de Sýros-Ermoúpoli, dans le district régional de Sýros, dans la périphérie d'Égée-Méridionale, en Grèce.
Selon le recensement de 2021, elle compte 435 habitants.